# Arenostola taurica
Arenostola taurica là một loài bướm đêm trong họ Noctuidae.